# Ligne de Châtellerault à Launay
La ligne de Châtellerault à Launay est une ancienne ligne de chemin de fer française à écartement normal et à voie unique, déclassée en totalité. Elle reliait Châtellerault, dans le département de la Vienne, en région Nouvelle-Aquitaine, à Launay, dans le département d'Indre-et-Loire, en région Centre-Val de Loire.
Elle constitue la ligne no 599 000 du réseau ferré national.

## Histoire
La loi du 17 juillet 1879 (Plan Freycinet) portant classement de 181 lignes de chemin de fer dans le réseau des chemins de fer d’intérêt général retient en n° 89, une ligne de « Châtellerault à Tournon-Saint-Martin (Indre) ». Une loi du 11 juin 1880 déclare la ligne d'utilité publique.
La ligne est concédée à titre définitif par l'État à la Compagnie du chemin de fer de Paris à Orléans (PO), par une convention signée entre le ministre des Travaux publics et la compagnie, le 28 juin 1883. Cette convention est approuvée par une loi, le 20 novembre suivant.
La ligne est ouverte le 2 février 1891. 
Elle est fermée au service voyageur le 15 septembre 1939.
Le service marchandises est fermé le 7 octobre 1951 entre Châtellerault et Pleumartin puis le 16 décembre 1973 sur le tronçon restant entre Pleumartin et la bifurcation de Launay.

## Caractéristiques

### Tracé
La quasi-totalité de la ligne se situe dans le département de la Vienne, hormis les derniers kilomètres qui se trouvent dans l'Indre-et-Loire. La ligne a son origine en gare de Châtellerault où elle est reliée à la ligne de Paris-Austerlitz à Bordeaux-Saint-Jean pour rejoindre la bifurcation de Launay (située à un peu plus de 2 kilomètres au Nord de la gare de Tournon-Saint-Martin) où elle est reliée à la ligne de Port-de-Piles à Argenton-sur-Creuse.